# Collision parfaitement inélastique

Exemple de collision parfaitement inélastique 1-D entre deux masses de même grandeur dont l'une est initialement au repos.

En physique, une collision parfaitement inélastique (également appelée choc mou) est une collision inélastique où les objets impliqués restent liés après le choc. Ainsi, leur quantité de mouvement totale est conservée, tandis qu'une partie de leur énergie cinétique initiale est dissipée, généralement sous forme de chaleur et de déformations internes des objets.
La quantité d'énergie dissipée est la quantité maximale qui peut l'être lors d'une collision quelconque entre les deux objets. De ce fait, la collision parfaitement inélastique représente l'un des deux cas extrêmes dans l'étude mécanique des collisions, l'autre étant la collision élastique, où il n'y a pas de dissipation d'énergie.

## Expression mathématique
Si l'on considère une collision entre deux corps de masses {\displaystyle m_{1}} et {\displaystyle m_{2}} et de vitesses initiales {\displaystyle {\vec {v_{1}}}} et {\displaystyle {\vec {v_{2}}}}, la conservation de la quantité de mouvement permet de déterminer la vitesse finale {\displaystyle {\vec {v'}}} commune aux deux corps :
et donc l'énergie cinétique finale du système :
En reprenant l'expression de la vitesse finale {\displaystyle {\vec {v'}}} obtenue à l'aide de la conservation de la quantité de mouvement, on peut exprimer la variation d'énergie cinétique (c'est-à-dire la quantité d'énergie dissipée lors de la collision) comme étant :
dans laquelle :
- {\displaystyle \mu ={\frac {m_{1}m_{2}}{(m_{1}+m_{2})}}} est la masse réduite du système à deux corps. Lorsque la masse d'un des deux corps est petite devant la masse de l'autre, la masse réduite tend vers la masse du petit corps. Lorsque les deux corps sont de même masse, la masse réduite vaut la moitié de la masse d'un des corps;
- {\displaystyle {\vec {v}}_{rel}={\vec {v}}_{2}-{\vec {v}}_{1}} est la vitesse relative initiale d'un des corps par rapport à l'autre.

## Exemples
Une collision frontale entre deux véhicules est un exemple de ce type de collisions, dans le cas où ceux-ci restent accrochés après coup.